# Castello di Castano
Das Castello di Castano ist eine Niederungsburg in Castano, einem Ortsteil der Gemeinde Agazzano in der italienischen Region Emilia-Romagna. Die Burg liegt im Val Luretta auf den ersten, hügeligen Ausläufern des Ligurischen Apennins, wo dieser in die Poebene übergeht, an der Provinzstraße von Agazzano zur ehemaligen durch das Tidonetal führenden Staatsstraße „SS 412 della Val Tidone“. Die in strategisch günstig erbaute Burg mit optimalem Ausblick über die Ebene liegt zwischen dem Castello della Boffalora im Westen und dem Castello di Agazzano im Osten, dem Torre di Montebolzone im Norden und dem Castello di Montecanino im Süden.

## Geschichte
Die Burg wurde vermutlich im 13. Jahrhundert erbaut und war ursprünglich im Besitz des Adelsgeschlechts der Scotti. Die erste urkundliche Erwähnung unter dem Namen „Cassetano“ stammt aus dem Jahre 1412, als der Herzog von Mailand, Filippo Maria Visconti, sie zusammen mit anderen Burgen und Besitzungen in der Gegend an Filippo und Bartolomeo Arcelli verlehnte, die zu Grafen des Tidonetals ernannt worden waren. Nach dem Niedergang der Gebrüder Arcelli verlehnte sie der Herzog an andere in seinen Diensten stehende Soldaten.
Zur Mitte des 15. Jahrhunderts war die Festung Teil der Güter von Michele Guazzardi. 1467 wurde sie vom Herzog von Mailand zusammen mit dem benachbarten Verdeto  an Daniele de’ Rossi verlehnt. Als Erbschaft fiel sie an Giulia de’ Rossi, die sie 1595 an ihre Tochter Flavia weitervererbte. Als  Mitgift gelangte sie anschließend in den Besitz der Familie Barattieri. Mit dem Tod von Marco Antonio Barattieri, dem Sohn von Flavia, und dem Erlöschen des Geschlechts wurde die Burg von der herzoglichen Hofkammer der Farnese übernommen. Letztere vertraute sie Alberico Portapuglia an, dessen Familie das Anwesen bis zur Mitte des 19. Jahrhunderts hielt und es dann an die Familie ‚‚Bianchi‘‘ verkaufte, die es 1881 an die Familie ‚‚Marchesi‘‘ weiterverkaufte.
Anfang der 2000er-Jahre wurde die Burg als Veranstaltungsort für Konferenzen und Feste umgebaut.

## Beschreibung
Die Burg hat einen rechteckigen Grundriss, der durch eine Reihe von untereinander unterschiedlichen Baukörpern mit zylindrischen Türmen an den Seiten der Umfassungsmauer gebildet wird; sie ist mit großen Schießscharten versehen. Der Anblick des Komplexes unterscheidet sich vom ursprünglichen Aussehen wegen einiger Umbauten, die im Laufe der Jahrhunderte durchgeführt wurden, vor allen Dingen der Bau der Häuser an die Kurtine. Das Gebäude zeigt sowohl mittelalterliche als auch Renaissanceelemente.
In den Innenräumen sind verschiedene zeitgenössische Möbel und mit Fresken dekorierte Säle erhalten.